# 우스터 샤크스
| 우스터 샤크스 | |
| 콘퍼런스      | 동부 콘퍼런스 (2006년~2015년) |
| 디비전        | 애틀랜틱 디비전 (2006년~2015년)                                                                                                   |
| 설립연도      | 2006년 |
| 해체연도      | 2015년 |
| 역사          | 켄터키 스루블레이즈 (1996년~2001년) 클리블랜드 배런스 (2001년~2006년) 우스터 샤크스 (2006년~2015년) 산호세 바라쿠다 (2015년~현재) |
| 경기장        | DCU 센터 |
| 연고지        | 매사추세츠주 우스터 |
| 상징색        | 퍼시픽 틸, 검정, 하양, 번트 오렌지                                                                                                |
| 구단주        | |
| 단장          | |
| 감독          | |
| NHL 제휴      | |
| ECHL 제휴     | |
| 정규시즌 우승 | |
| 콘퍼런스 우승 | |
| 디비전 우승   | |
| 칼더 컵       | |
| 영구 결번     | |

우스터 샤크스(Worcester Sharks)는 미국 매사추세츠주 우스터를 연고지로 하여 2006년부터 2015년까지 AHL에 소속되었던 아이스 하키팀이다.
2015년 연고지를 캘리포니아주 산호세 (산호세 바라쿠다)로 이전했다.

## 역대 홈경기장
| 우스터 샤크스 |               |          |                     |      |
| 경기장        | 사용기간      | 수용인원 | 장소                | 비고 |
| DCU 센터      | 2006년~2015년 | 12,239명 | 매사추세츠주 우스터 | 빈칸 |